# K-pop
Il K-pop (abbreviazione di Korean popular music, in lingua coreana 케이팝?, Ke-ipapLR) è la musica popolare della Corea del Sud.
Le origini del K-pop vengono fatte risalire all'ultimo ventennio del 1800, quando alcune popolari canzoni occidentali vennero riscritte in coreano. Fortemente condizionata dall'occupazione giapponese negli anni venti del 1900, la scena musicale locale fiorì con la ripresa dell'economia al termine della Guerra di Corea negli anni cinquanta, e i contatti con gli americani e il movimento hippy portarono alla ribalta una produzione più scanzonata fatta di trot e ballad. All'inizio degli anni novanta, le sperimentazioni dei Seo Taiji and Boys con diversi stili e generi e l'integrazione di coreografie ed elementi musicali provenienti dall'estero come il rap aiutarono a ridare forma e a ringiovanire la scena musicale del Paese. Nel 1996 ai cantanti tradizionali si affiancò la figura dell'idol con il debutto degli HOT, e da lì il K-pop divenne una subcultura in grado di riunire enormi fandom di adolescenti e giovani adulti. Dopo una fase di recessione, nel 2003 i TVXQ e BoA diedero il via ad una nuova generazione di artisti che esportarono il K-pop nel vicino mercato giapponese e che continuano a diffonderlo a livello internazionale grazie anche all'avvento delle reti sociali. Nel 2018 ha sperimentato una significativa crescita, venendo indicato come sesto mercato musicale più grande al mondo dalla International Federation of the Phonographic Industry.

## Origine e uso del termine
Nel mondo, "K-pop" è ampiamente interpretato come termine intercambiabile per richiamare sia la musica popolare sudcoreana, sia il pop coreano, con particolare riferimento alle canzoni dei gruppi idol, le più esportate globalmente. Quest'uso è tuttavia dibattuto, poiché raggruppa tipicamente artisti che si dedicano a generi musicali completamente differenti sotto un'unica definizione. Alcuni critici l'hanno ritenuto riduttivo e geograficamente limitante, oltre che un riflesso delle dinamiche di potere nel mercato musicale globale, che tende a dare nomi specifici ai generi provenienti da culture considerate "altre". Esperti del settore musicale sudcoreano hanno espresso rammarico che la musica degli idol sia considerata rappresentativa dell'intera scena musicale nazionale, mentre molti artisti indie preferiscono non essere identificati come "K-pop".
In Corea del Sud, la musica popolare è stata chiamata esclusivamente gayo (가요?) fino agli anni Duemila; il termine "K-pop" è diventato comune soltanto in seguito ed è utilizzato in senso ristretto per riferirsi solo alla musica prodotta dalle major, destinata all'esportazione sul mercato globale e influenzata non dalla musica tradizionale coreana, quanto piuttosto da stili e generi provenienti da tutto il mondo, come sperimentale, rock, jazz, gospel, hip hop, R&B, reggae, electronic dance, folk, country e classical. La musica indie e la musica mainstream non suonata dagli idol non vengono chiamate "K-pop" in Corea.
Il primo utilizzo noto della parola "K-pop" è avvenuto nell'edizione del 9 ottobre 1999 di Billboard da parte di Cho Hyun-jin, allora corrispondente per la rivista, che l'ha utilizzata per tradurre gayo in un articolo intitolato "La Corea del Sud permetterà alcuni spettacoli dal vivo giapponesi". Cho stesso non è sicuro di aver coniato il termine, avendo letto che veniva già usato dagli addetti ai lavori dell'industria musicale, ma ha affermato che non l'aveva mai sentito personalmente prima. Secondo altre fonti, la parola "K-pop" è stata coniata dai giapponesi sull'esempio di "J-pop" per vendere la musica popolare coreana nel proprio Paese.

## Storia

### Le origini della musica popolare coreana
L'inizio della storia della musica popolare coreana può essere fatto risalire al 1885, quando il missionario statunitense Henry Appenzeller iniziò ad insegnare nelle scuole le canzoni folk americane e britanniche. Queste canzoni, chiamate changga (창가?) in coreano, erano basate su una melodia occidentale popolare e avevano testi in lingua coreana. Per esempio, Oh My Darling, Clementine divenne nota con il titolo di Simcheongga. Il primo album pubblicato in Corea fu una raccolta di trenta canzoni del periodo Joseon edita nel marzo 1907 dalla statunitense Columbia. Con l'inizio della dominazione giapponese nel 1910, il Giappone assunse il controllo del mercato musicale locale, occupandosi di tutte le incisioni, pubblicando i propri libri di testi dopo aver confiscato le raccolte esistenti di changga giacché i coreani esprimevano attraverso la musica tradizionale i loro sentimenti contro l'oppressione coloniale.
Il primo album pop coreano conosciuto è Yi pungjin sewol (Questi tempi tumultuosi) di Park Chae-seon e Lee Ryu-saek, pubblicato nel 1925 e comprendente canzoni popolari tradotte dal giapponese. Hymn of Death di Yun Sim-deok, pubblicata nell'agosto 1926, fu la prima canzone pop coreana commercializzata in Giappone, mentre si ritiene che il primo pezzo pop scritto da un compositore coreano sia Nakhwayusu (낙화유수?; Boccioli caduti sull'acqua corrente), cantata da Lee Jeong-suk nel 1929. A metà degli anni Venti, il compositore giapponese Masao Koga mischiò la musica tradizionale coreana con il gospel introdotto dagli Evangelisti americani negli anni 1870: questo tipo di musica divenne noto in Giappone come enka, e in Corea si sviluppò in seguito nel trot (트로트?, TeuroteuLR). Fu Tears of Mokpo di Lee Nan-young (1935) a porre le basi del trot coreano, stabilendone ritmo, tempo e tecnica vocale.
Nel 1927, Lee Cheol fondò la Okeh Records, la prima casa discografica coreana, in partnership con la compagnia fonografica imperiale giapponese.

### 1940-1960: l'arrivo della cultura occidentale

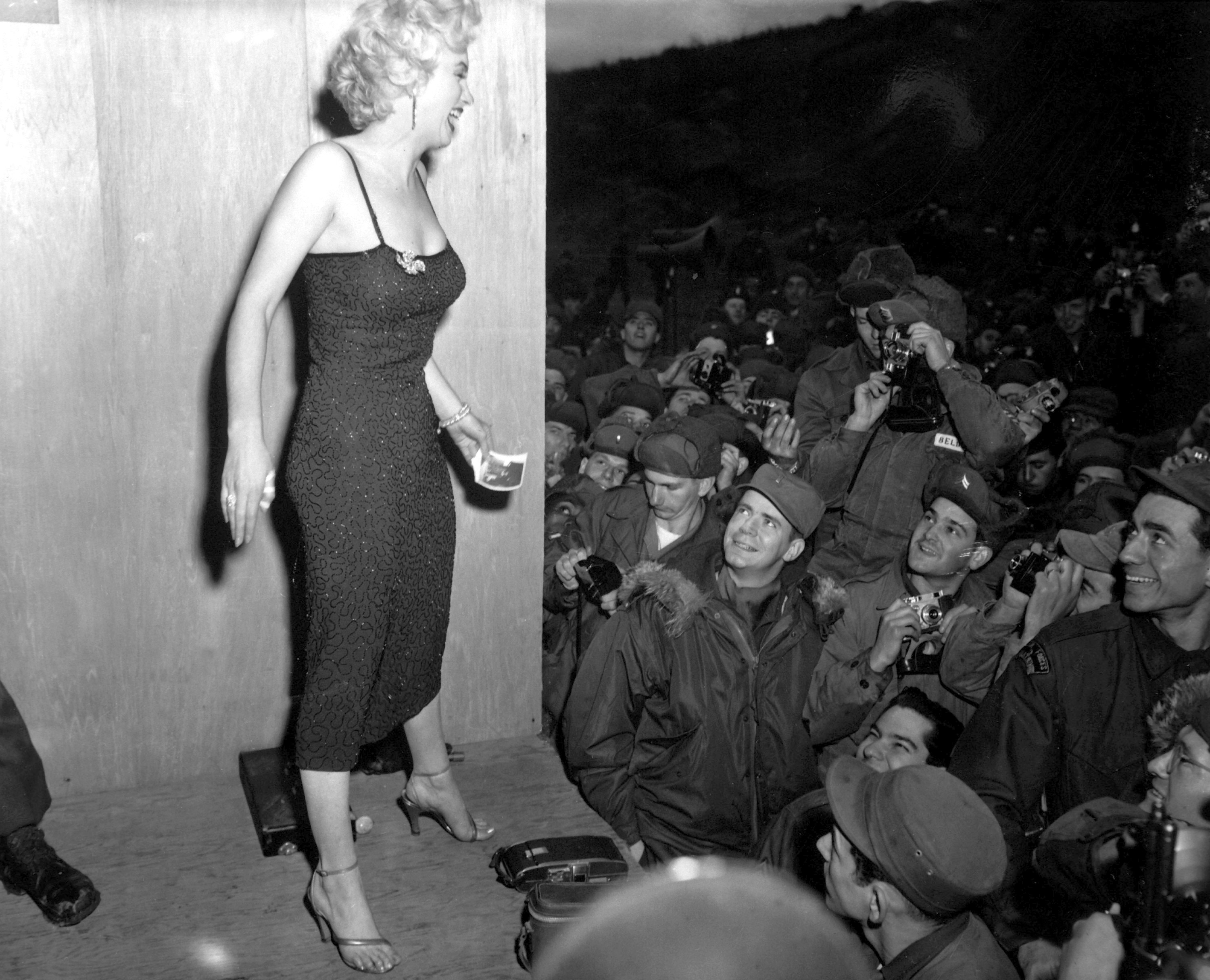
Marilyn Monroe intrattiene i soldati americani in Corea nel febbraio 1954.

Divisa la penisola coreana in seguito alla liberazione nel 1945 dall'occupazione giapponese, iniziarono ad aprire delle piccole case discografiche coreane e la Okeh pubblicò il primo album registrato e prodotto interamente in Corea. La cultura occidentale venne introdotta nel Paese su piccola scala, con alcuni bar in stile occidentale e discoteche che suonavano musica dell'Occidente. Al termine della Guerra di Corea (1950-53), le truppe statunitensi rimasero in Corea del Sud, portando alla diffusione nel Paese della cultura americana e del mondo, e alla graduale accettazione della musica occidentale. Figure di spicco dell'intrattenimento americano come Nat King Cole, Marilyn Monroe e Louis Armstrong parteciparono agli spettacoli organizzati dalla USO in Corea del Sud per l'esercito statunitense. Tali visite generarono l'attenzione del pubblico coreano. Nel 1957 iniziarono le trasmissioni della radio American Forces Korea Network, che espanse la popolarità della musica occidentale. La musica americana cominciò a influenzare quella coreana: la scala pentatonica venne gradualmente sostituita dall'eptacordo occidentale e le canzoni popolari presero ad essere modellate su quelle statunitensi.
Negli anni Sessanta, lo sviluppo degli LP e le migliorie apportate alla tecnologia per le registrazioni portarono alla ricerca di timbri di voce diversi. Furono organizzate audizioni aperte per assumere musicisti che si esibissero nei club dell'esercito statunitense, i quali arrivarono ad ammontare a 264. Giacché la Corea del Sud era uscita impoverita dalla Guerra di Corea, i cantanti coreani abili consideravano le esibizioni per i soldati una buona fonte di reddito, e in molti si fecero avanti. Si esibivano in diversi generi come country, blues, jazz e rock & roll. L'economia sudcoreana iniziò a fiorire e la musica seguì la stessa tendenza, spinta dalle prime radio commerciali, che divennero il mezzo principale per ascoltare musica. Tutte le produzioni erano soggette a censura su vari livelli per difendere la morale e prevenire disordini politici.
Anche il cinema coreano cominciò a svilupparsi e i musicisti ad esibirsi per platee più ampie: artisti che prima si esibivano per l'esercito, come Shin Jung-hyeon, le Pearl Sisters e Patti Kim, raggiunsero il pubblico locale. Quando la Beatlemania approdò sulle coste coreane a metà del decennio, crebbe l'idea di "sound di gruppo" e apparvero le prime band locali, come gli Add4 e i Key Boys. Gli Add4, il primo gruppo rock coreano, vennero fondati nel 1962 da Shin Jung-hyeon e produssero la prima canzone rock coreana, The Woman in the Rain. Durante gli anni 1950 e 1960, in Corea del Sud coesistevano la musica pop occidentale, il rock coreano e il trot.

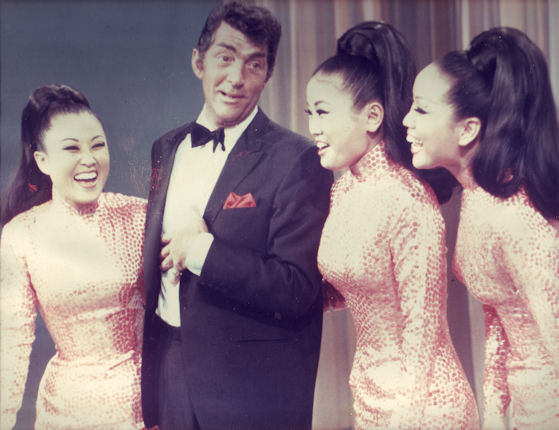
Le Kim Sisters con Dean Martin.

Alcuni cantanti coreani ottennero la popolarità internazionale. Nel 1959, le Kim Sisters si esibirono a Las Vegas e divennero le prime artiste coreane a pubblicare un album sul mercato pop statunitense; la loro cover di Charlie Brown raggiunse la settima posizione della Billboard Single Chart. Il trio andò in tour negli Stati Uniti e in Europa e apparve in radio e in TV, totalizzando venticinque apparizioni al The Ed Sullivan Show, sette in più delle star americane Patti Page e Louis Armstrong. La canzone del 1961 di Han Myeong-suk The Boy in The Yellow Shirt venne rifatta dalla cantante francese Yvette Giraud e fu popolare anche in Giappone.

### 1970-1980: le influenze hippy e il periodo delle ballad
Sul finire degli anni Sessanta, la musica pop coreana subì un'altra trasformazione. La generazione più giovane nata dopo gli anni Cinquanta era cresciuta con l'influenza della cultura e dello stile di vita americano (in particolare dal movimento hippy), dando perciò origine ad una "cultura giovanile" espressa attraverso capelli lunghi, jeans, chitarre acustiche e musica folk, il genere preferito dalla gioventù politicizzata; sempre più musicisti erano studenti universitari e laureati che facevano musica scanzonata, al contrario dei loro predecessori, condizionati dalla guerra e dall'oppressione giapponese. Essi protestavano contro la Guerra del Vietnam tanto quanto gli hippy americani, perciò il governo coreano bandì il folk poiché associato ai movimenti studenteschi di ribellione. Ciononostante, il pop influenzato dal folk rimase popolare tra i giovani, e la MBC organizzò un concorso canoro per universitari nel 1977, segnando la nascita di diversi festival musicali moderni. Una delle figure di spicco di questo periodo fu Hahn Dae-soo, la cui canzone Mul jom juso (물 좀 주소?; Datemi dell'acqua, 1974) divenne un'icona tra i giovani coreani. Le sue esibizioni audaci e lo stile di canto unico sconvolgevano spesso il pubblico e gli fu proibito di esibirsi in Corea. Il governo di Park Chung-hee bandì il pop americano e il rock coreano poiché associati a sesso e droghe, così come il trot e lo stile ppongjjak, influenzati dalle canzoni enka, per sostenere le sue politiche anti-giapponesi. Sempre durante gli anni Settanta, iniziarono ad acquisire popolarità i DJ.
Nel 1980 venne lanciato l'Asia Music Forum, in cui gareggiarono i rappresentanti di cinque Stati asiatici. Vinse il coreano Cho Yong-pil, che da allora ebbe una carriera di successo con le canzoni trot: Woman Outside the Window (1980) fu una hit, con un milione di copie vendute in Corea, e gli permise di diventare il primo cantante sudcoreano ad esibirsi alla Carnegie Hall di New York. Insieme ai colleghi Lee Mi-ja e Na Hoon-a, Cho era considerato un'icona in patria, ma a metà del decennio il trot declinò in favore delle ballad dopo che, nel 1985, l'album di Lee Kwang-jo You're Too Far Away to Get Close To vendette oltre 300 000 copie. Altri popolari esponenti del genere erano Lee Moon-sae e Byun Jin-sub, mentre uno dei compositori più richiesti era Lee Young-hoon. La scena musicale era statica: le ballad erano caratterizzate da suoni dolci e testi romantici influenzati da easy listening e folk e, in assenza di una classifica nazionale, la popolarità di un artista e le conseguenti vendite dei suoi dischi dipendevano dalle apparizioni negli show settimanali trasmessi da KBS e MBC, pertanto le canzoni venivano registrate in modo da rispettare le specifiche televisive, con lunghe introduzioni e dissolvenze strumentali per lasciare spazio agli annunci dei presentatori. I cantanti, inoltre, dovevano esibirsi con le band e i ballerini in studio forniti dalle reti, il che impedì alla scena pop di crescere in modo spontaneo. La mancanza di un controllo sui diritti d'autore e la necessità di registrare diversi arrangiamenti in base alla band messa a disposizione dalle reti e dalle radio favorirono la diffusione di cover che rendevano più difficile l'associazione di una canzone a un cantante specifico. La situazione iniziò a cambiare quando la Corea firmò la convenzione internazionale sul copyright nel 1985.

### 1990: lo sviluppo del K-pop moderno
Nel 1988 il governo revocò le restrizioni sui viaggi all'estero, e il contemporaneo aumento del reddito disponibile permise l'acquisto di parabole satellitari, grazie alle quali la popolazione fu maggiormente esposta alle tendenze musicali globali. La consapevolezza, così acquisita, che le canzoni popolari in Corea non fossero molto diverse dalle ballad dei Paesi confinanti alimentò il nazionalismo, e gli artisti si convinsero che fosse essenziale superare le influenze asiatiche che avevano caratterizzato la loro produzione musicale fino a quel momento. La libertà politica causata dalla transizione alla democrazia dopo la dittatura di Park avviò le sperimentazioni musicali, e gli artisti si appropriarono di stili provenienti dall'estero per distinguersi e aumentare il loro pubblico. Incorporarono nella propria produzione l'europop, oltre a caratteristiche della popular music statunitense come hip hop, rock, jazz e electronic dance. L'heavy metal, che era stato un genere underground negli anni Ottanta, divenne mainstream con il crescente allontanamento dei giovani dai programmi TV in favore dei concerti live nel distretto universitario di Sinchon a Seul. Nonostante gli stili musicali provenissero dall'estero, il contenuto delle canzoni rifletteva sentimenti nazionalisti e tipicamente coreani come l'han.

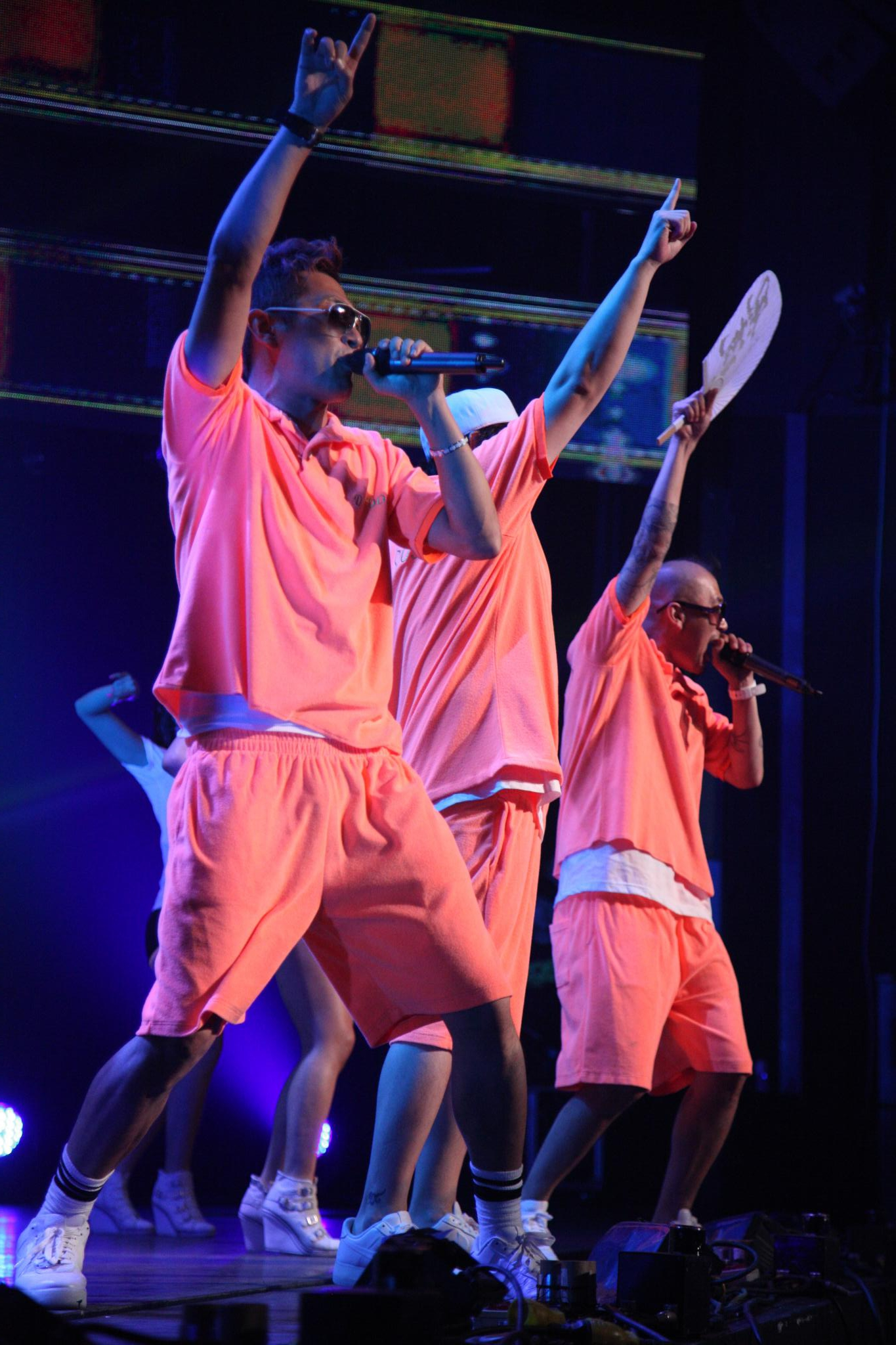
I DJ DOC, uno dei popolari trii hip hop degli anni Novanta.

L'ascesa di giovani musicisti come i Seo Taiji and Boys, i 015B, Shin Hae-chul e Yoon Sang pose le basi del K-pop moderno. In particolare, il debutto dei Seo Taiji and Boys nel 1992 lo rivoluzionò completamente, inventando una formula musicale unica che sarebbe poi diventata la prassi: essa impiegava il rap durante le strofe e il pop nei ritornelli, accompagnando le canzoni con dei dinamici movimenti di danza. Il trio esordì in un talent show della MBC con la prima canzone rap coreana, Nan arayo (난 알아요?; Io so), e ricevette il punteggio più basso dalla giuria, tuttavia il brano e il primo album del gruppo ebbero un tale successo da portare alla comparsa sul mercato di altre canzoni dallo stesso formato. La riuscita di Nan arayo fu attribuita al suo beat ispirato al new jack swing e al ritornello facile da ricordare, oltre che al testo innovativo che parlava dei problemi della società coreana, infondendo una maggior coscienza sociale nella musica pop. Sull'onda dei Seo Taiji and Boys nacquero artisti hip hop e R&B di successo come Yoo Seung-jun, Jinusean, Solid, Deux, 1TYM e Drunken Tiger. Le etichette, caute nei confronti dei cambiamenti, continuarono comunque a favorire i musicisti che conservavano ancora alcuni elementi della tradizione delle ballad.
La crisi finanziaria che colpì la Corea a fine anni Novanta causò la chiusura delle etichette discografiche economicamente più deboli e la loro sostituzione con compagnie con un approccio più integrato alla produzione di contenuti culturali, che puntarono sugli adolescenti come propri clienti: emerse così la musica pop centrata sui giovani, con la creazione di gruppi idol composti da ragazzi o ragazze. Rifacendosi al modello dell'idol pop americano reso popolare dalla Motown, Lee Soo-man, presidente della SM Entertainment, lanciò una delle prime boy band idol, gli HOT, che debuttarono nel 1996 dopo una formazione rigorosa non solo in canto e ballo, ma anche in etichetta, comportamento, lingua e gestione dei media. La loro canzone Candy presentò una forma di pop più morbida e gentile, con melodie allegre accompagnate da energici passi di danza, diverse dalle canzoni malinconiche e commoventi della generazione precedente. Il gruppo ottenne un'enorme popolarità, vendendo 10 milioni di dischi in cinque anni e permettendo alla SM di diventare la prima agenzia d'intrattenimento sudcoreana a quotarsi in Borsa. Comparvero quindi molte compagnie simili che seguirono lo stesso processo di creazione delle star, lanciando gruppi popolari quali Sechs Kies, SES, Fin.K.L, NRG, Baby VOX, Diva, Shinhwa e GOD, trasformando gradualmente il mercato dell'intrattenimento. Gli stili musicali indirizzati al pubblico adulto si spostarono ai margini del mercato mentre gli adolescenti, che avevano acquisito un maggiore potere d'acquisto grazie all'economia fiorente all'inizio del decennio, diventavano il principale gruppo demografico consumatore di musica popolare. Ciò consentì di presentare gli artisti attraverso produzioni visivamente stimolanti come video musicali molto curati, esibizioni televisive, concerti dal vivo su larga scala e programmi di varietà, oltre alla commercializzazione di merchandising a loro dedicato. Attraverso i media, il governo invitò gli artisti ad adottare un comportamento di auto-censura per "contrastare il declino della morale proteggendo i giovani dal materiale dannoso" e conservare il decoro, riferendosi in particolare alle esibizioni degli HOT, che salivano sul palco indossando gioielli e tute colorate spesso aperte all'altezza dell'ombelico, ma il suo tentativo di fermare i rapidi cambiamenti nella musica pop fallì. Nel frattempo, abbracciando la rivoluzione della musica digitale, nel 1998 il rapper Cho PD pubblicò il primo album digitale coreano ottenendo un notevole successo.
Negli anni Novanta si diffuse anche un movimento reazionario contro la cultura popolare convenzionale, espresso con l'apertura di discoteche illegali di musica underground e da band punk rock come i Crying Nut. La crisi finanziaria spinse inoltre gli artisti a cercare nuovi mercati per la propria musica, e gli HOT pubblicarono un album in mandarino per il più ampio pubblico cinese.

### XXI secolo: la diffusione globale
All'inizio del decennio del 2000, la musica coreana iniziò ad essere definita "K-pop". Gli idol cominciarono a godere di successo anche in altre parti dell'Asia: nel 2002 Coincidence delle Baby Vox divenne popolare dopo essere stata pubblicata e promossa nel periodo della Coppa del Mondo in Corea del Sud, e l'anno successivo furono il primo gruppo idol a posizionarsi in vetta alle classifiche in Cina, con I'm Still Loving You dal terzo album Devotion. Presto, però, i gruppi che avevano avuto successo negli anni Novanta iniziarono a sciogliersi, non riuscendo a competere sul mercato perché privi di uno stile musicale proprio. I solisti, al contrario, ottennero popolarità: BoA fu la prima cantante K-pop a raggiungere la vetta della classifica giapponese Oricon, e Rain si esibì a Pechino in un concerto tutto esaurito davanti a 40.000 persone. Nel 2003 il successo dei TVXQ segnò il ritorno dei gruppi nel mondo dell'intrattenimento coreano e la crescita del K-pop come parte della hallyu, ovverosia la popolarità della cultura sudcoreana all'estero. Nacque così un K-pop di "seconda generazione", seguito dagli esordi di gruppi come Super Junior (2005), Big Bang (2006), Wonder Girls (2007), Girls' Generation (2007), Kara (2007), Shinee (2008), 2NE1 (2009) e f(x) (2009).
Dalla metà degli anni 2000, un'enorme porzione del mercato musicale dell'Asia orientale cominciò ad essere occupata dal K-pop. Le esportazioni musicali vennero favorite dal crescente ruolo della Corea del Sud nell'economia mondiale, dalla massiccia immigrazione di coreani in Giappone, Stati Uniti ed Europa occidentale, dalla loro partecipazione dall'estero all'industria culturale, e dalla divisione del lavoro di produzione e distribuzione artistica con personale estero. Nel 2008 quasi il 68% dei profitti legati all'esportazione del K-pop provennero dal Giappone, seguito dalla Cina (11,2%) e dagli Stati Uniti (2,1%). In quello stesso anno si ebbe l'introduzione in Corea della musica dance elettronica, presentata per la prima volta nella penisola in un mini album dei Big Bang, Always. Da allora, altri artisti e gruppi si avventurarono nel genere, e le boy band iniziarono a pubblicare canzoni dai contenuti più maturi e oscuri.
Lo sviluppo dei social media fu uno strumento vitale che permise alla musica coreana di raggiungere un pubblico più ampio, e il K-pop apparve sempre più spesso nelle classifiche occidentali come quelle di Billboard. Nel mondo il K-pop ottenne particolare attenzione quando nel 2012 Gangnam Style di Psy divenne il primo video a raggiungere un miliardo di visualizzazioni su YouTube, ricevendo ampia copertura mediatica. Le agenzie di spettacolo coreane più grandi – SM, YG e JYP Entertainment – provarono quindi a entrare nel mercato statunitense con i loro artisti di punta, ma tutti i tentativi si rivelarono fallimentari.
Il varietà del 2013 Show Me the Money segnò l'ingresso dell'hip hop, fino ad allora un genere underground in Corea, tra le tendenze musicali dominanti, influenzando pesantemente sia la musica degli idol, sia l'intera scena K-pop. Apparirono progressivamente sempre più "idol hip hop" che mettevano il rap al centro della loro musica e affrontavano tematiche sociali, soprattutto tra le boy band. Nel 2017 una di esse, i BTS, fece breccia negli Stati Uniti diventando il primo gruppo coreano a vincere un Billboard Music Award; in seguito fu il primo artista della Corea del Sud ad aggiudicarsi un American Music Award, ad avere un album alla prima posizione della Billboard 200, un singolo in vetta alla Billboard Hot 100 e una nomination ai Grammy Awards. Considerati influenti quanto Beatles e Monkees, i BTS generarono una frenesia sociale globale che venne equiparata alla Beatlemania, e il successo senza precedenti del gruppo sul mercato internazionale e specialmente su quello americano fu attribuito in gran parte all'adozione del genere hip hop.
Nel 2018 il K-pop sperimentò una significativa crescita dei ricavi, venendo indicato come sesto mercato musicale più grande al mondo dalla International Federation of the Phonographic Industry.

## Caratteristiche

### Genere ibrido e transnazionalità

Andamento delle ricerche della parola "K-pop" nel periodo 2008-2012 secondo Google Trends.

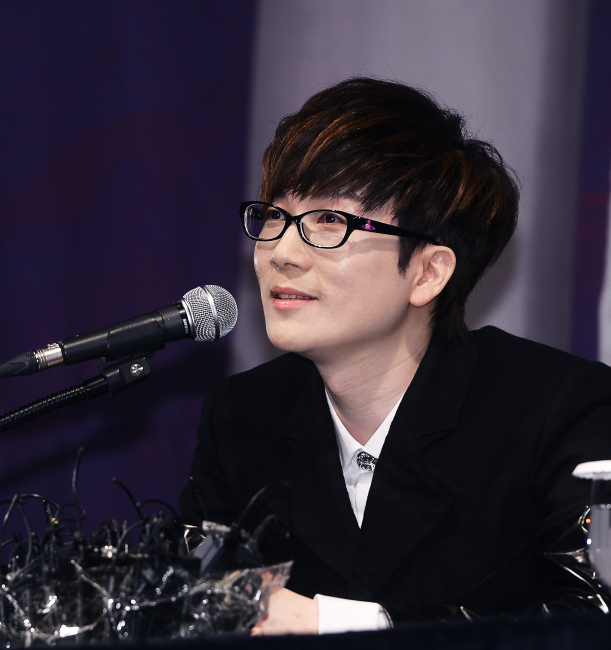
Seo Taiji.

Il K-pop moderno si è sviluppato nei primi anni 1990 con l’esordio dei Seo Taiji and Boys, che sfondarono con una canzone dance contenente segmenti rap e accompagnata da una coreografia, in un periodo in cui la scena musicale era dominata dal sunshine pop e da solisti che cantavano ballad. Questo stile – poi noto come "rap dance" – è considerato il fondamento della musica degli idol. Il K-pop moderno è un prodotto culturale che consiste di "qualità, identità e significati che trascendono il loro valore strettamente commerciale". È la musica pop più transnazionale del mercato asiatico ed è caratterizzato dalla fusione dei sound occidentali moderni e delle influenze afroamericane (quali richiami ai generi hip hop, R&B, jazz, black pop, soul, funk, techno, disco, house e afrobeat) all'idea coreana di performance, che include passi di danza sincronizzati, cambi di formazione e movimenti attraenti e ripetitivi. Secondo un punto di vista, "la funzione del K-pop non sembra essere quella di diffondere la cultura coreana, quanto quella di sviluppare le tendenze globali all'interno della struttura del K-pop, [...] elevando cantanti e artisti altamente dotati ai gusti del pubblico globale".
Gli artisti sono noti per i pezzi dance, ma registrano frequentemente anche ballad e alcuni fondono il pop alla musica tradizionale coreana. È però l'hip hop la base sulla quale è stato costruito, sia musicalmente che stilisticamente, il K-pop: il rap è una necessità e un prerequisito per i gruppi, ciascuno dei quali contiene almeno un rapper, e nelle coreografie sono incorporate mosse di break dance che vengono accentuate dal ritmo dell’hip hop. Chaemin Lee e Jaibeom Kim argomentano che i rapper siano stati un "condimento" per sostenere i cantanti negli spazi vuoti durante i bridge delle canzoni, e rapper provenienti dalla scena underground hanno debuttato nel K-pop.
Taluni considerano il K-pop un genere onnicomprensivo fatto anche di elementi visivi. L'Institut national de l'audiovisuel francese lo definisce "una fusione di musica sintetizzata, coreografie definite e abiti colorati alla moda", mentre il professore di etnomusicologia dell'Università di Hannover Michael Fuhr lo descrive come "un prodotto meticolosamente ibridato, un'aggregazione unica di musica, immagini visive, testi, ballo, e moda, un prodotto postmoderno di pastiche e parodia, una carnevalesca celebrazione del diverso, un brillante mondo di escapismo, e una pratica culturale altamente partecipativa messa in atto attraverso i media digitali".
Per alcuni, non sono gli elementi musicali unicamente coreani i responsabili del successo del K-pop, bensì i suoi aspetti transnazionali e ibridi. Tra essi figurano la dedizione per le produzioni di alta qualità e la presentazione degli idol, oltre alla loro etica del lavoro e al comportamento sociale educato, che possono attrarre appartenenti a diverse etnie, nazionalità e religioni per via del loro appeal quasi universale.

#### Uso di frasi in inglese

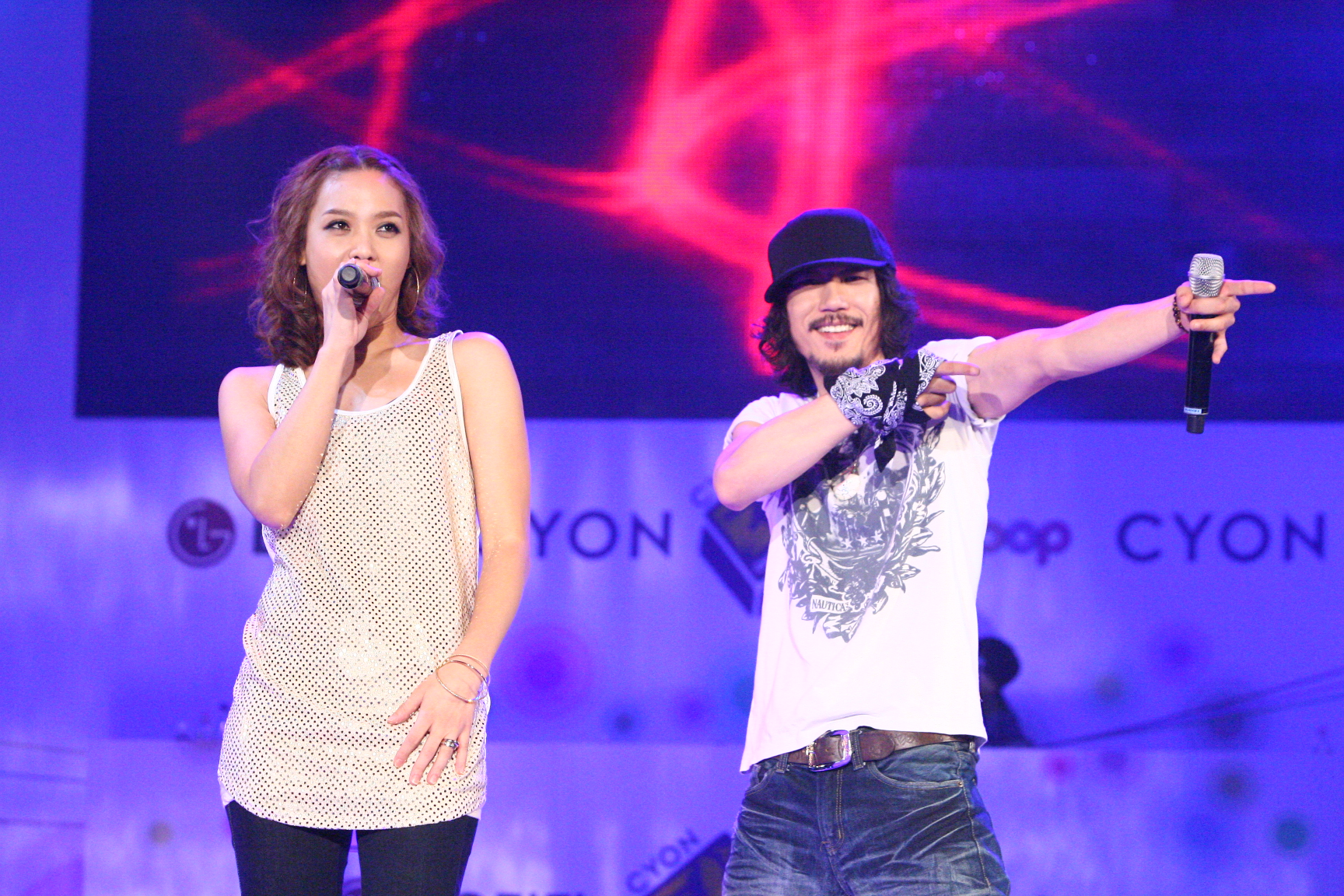
All'artista hip hop Yoon Mi-rae e al rapper Tiger JK dei Drunken Tiger è riconosciuto il merito di aver reso popolare l'hip hop in stile americano in Corea.

Il K-pop moderno è segnato dal suo uso di frasi in inglese. Jin Dal-yong di Popular Music and Society ha scritto che ciò potrebbe essere dovuto all'influenza "dei coreano-americani e/o dei coreani che hanno studiato negli Stati Uniti che si avvantaggiano della propria scioltezza con l'inglese e delle risorse culturali che non si trovano comunemente tra chi è stato cresciuto ed educato in Corea". La musica pop coreana di cantanti o gruppi con coreano-americani, come Fly to the Sky, GOD, Rich, Yoo Seung-jun e Drunken Tiger, contiene frasi sia in stile americano che in inglese. La loro produzione ha uno stile diverso rispetto alla musica coreana classica, il che cattura l'interesse dei giovani. Compositori e produttori stranieri vengono sempre più coinvolti nella realizzazione di canzoni per gli artisti K-pop, come will.i.am e Sean Garrett. Musicisti e rapper stranieri quali Akon, Kanye West, Ludacris e Snoop Dogg hanno inoltre registrato brani insieme ai colleghi sudcoreani.
Ai cantanti coreani è richiesto l'uso dell'inglese poiché le compagnie d'intrattenimento vogliono occupare i mercati nelle altre parti dell'Asia e da lì aprirsi verso l'Occidente. La maggior parte impara l'inglese poiché è una lingua comune nel mondo della musica, ma alcuni apprendono anche altre lingue straniere come il giapponese per avvicinarsi al mercato nipponico. Allo stesso modo, un numero crescente di gruppi adotta nomi in inglese piuttosto che in coreano, il che permette di raggiungere un pubblico globale più ampio. L'internazionalizzazione del K-pop a metà degli anni 2000 ha standardizzato l'inclusione nei gruppi di emigrati coreani anglofoni che riescano a cantare in inglese con più naturalezza e a relazionarsi più facilmente con il pubblico non coreano. L'uso dell'inglese, tuttavia, non ha significato la popolarità del K-pop sul mercato nordamericano. Per alcuni commentatori, ciò è dovuto al fatto che il K-pop possa essere visto come un distillato della musica occidentale, rendendo difficile la sua accettazione in questi mercati. Inoltre, il pubblico occidentale tende a dare enfasi all'autenticità e all'espressione individuale nella musica, che il sistema di formazione degli idol dà l'idea di sopprimere. Secondo una ricerca condotta dalla compositrice Elaine W. Chun, sebbene l'ibridismo appaia sempre più spesso nel K-pop e a volte possa portare i fan ad ammirarne maggiormente le star perché è percepito come fresco, nuovo e interessante, è difficile far cambiare idea a chi crede nella purezza della linguistica.
Nel corso dei decenni, i nomi degli artisti, i titoli e i testi delle canzoni hanno mostrato una crescita significativa dell'uso di parole inglesi. Nessun cantante nella top 50 delle classifiche negli anni Novanta aveva nomi inglesi e chi lavorava nell'industria musicale considerava l'uso di nomi coreani uno standard; inoltre, i musicisti con nomi inglesi li traslitteravano in hangeul. Nel 1995, mentre la maggior parte dei cantanti popolari continuava a usare i nomi di battesimo coreani, quattordici degli artisti nella top 50 facevano uso di nomi in inglese. Passata la crisi finanziaria del 1997, il governo smise di censurare i testi in inglese e la lingua conobbe un boom nel Paese. Diciassette cantanti nella top 50 avevano nomi inglesi nel 2000, trentuno nel 2005 e quarantuno nel 2010, anche se solitamente tre o quattro artisti avevano più di una canzone in classifica contemporaneamente. I nomi coreani divennero sempre meno frequenti, al contrario di quelli in inglese, che vennero inoltre scritti in alfabeto latino. La percentuale di canzoni con il titolo in inglese nella top 50 era dell'8% nel 1995, del 30% nel 2000, del 18% nel 2005 e del 44% nel 2010. Un esempio di canzone coreana con una porzione significativa di testo in inglese è Jumping delle Kara, pubblicata in contemporanea in Corea e in Giappone con molto successo.

### Marketing
Le nuove canzoni vengono presentate al pubblico tramite la televisione nazionale, anziché in radio. Ai gruppi viene assegnato un nome e un "concept", ovverosia il tipo di tema visivo e musicale che verrà utilizzato durante le loro attività. I concept possono cambiare nel tempo, e i fan fanno distinzioni tra i concept da gruppo maschile e quelli da gruppo femminile. Possono essere anche divisi in concept generali e concept tematici, come "carino" o "fantasy". I nuovi gruppi di idol debuttano spesso con un concept noto al mercato per assicurarsi un esordio di successo. A volte vengono formati sottogruppi (sub-unit) con soltanto alcuni membri del gruppo principale: a titolo di esempio, i Super Junior-KRY, composti da Kyuhyun, Ryeowook e Yesung dei Super Junior, e i Super Junior-M, tra i sottogruppi K-pop più venduti in Cina.
Le agenzie di talenti si rivolgono ai singoli mercati nazionali differenziando sia le lingue delle canzoni, sia i nomi dei gruppi, con lo stesso artista che può assumerne uno diverso per mercato, come le Girls' Generation, che sono note come Sonyeosidae in patria e Shōjojidai in Giappone. Il Giappone è l'unico mercato per il quale vengano realizzate opere apposite nella lingua locale, poiché è il principale importatore di musica K-pop e ha una cultura dei fandom simile a quella sudcoreana, che si concentra maggiormente su CD e merchandising anziché sui biglietti dei concerti come avviene negli Stati Uniti e in Europa.
Il marketing online include il caricamento di video musicali su YouTube per raggiungere una platea globale. Prima del video vero e proprio vengono pubblicati foto teaser e trailer. I dischi vengono promossi da due o tre canzoni, aventi le definizioni di "title song" (타이틀곡?, ta-iteul gokLR) la prima e "canzoni successive" (후속곡?, husok gokLR) le altre. Dopo alcuni mesi di pausa, durante i quali viene registrato il nuovo disco, le attività promozionali si ripetono da capo. Questo ciclo di attività che segue il debutto prende il nome di "comeback" (컴백?, KeombaekLR), letteralmente "ritorno sulle scene", anche se il musicista o gruppo in questione non si era preso un periodo di pausa.

### Coreografie
Dopo alcuni tentativi fallimentari di incorporare il ballo nelle esibizioni canore durante gli anni Settanta e Ottanta, esso è diventato parte integrante del K-pop nel 1992 con i Seo Taiji and Boys, che portarono al declino delle esibizioni statiche in favore di gesti delle mani, passi di danza e acrobazie tipiche della break dance. Le coreografie e le esibizioni sono diventate l'aspetto più importante del K-pop, poiché uniscono la musica alle qualità estetiche e, specialmente nel caso dei gruppi, hanno un ruolo decisivo nell'affermazione dell'identità e della direzione artistica, che vengono implementate direttamente nelle performance senza utilizzare altri oggetti scenici. Per Chuyun Oh, la musica dance dei giovani idol è "sicuramente una delle caratteristiche principali che simboleggiano il K-pop".
Le coreografie tendono a fondere un'ampia gamma di stili, passi e movimenti provenienti da hip hop, musical, pop americano, danza moderna, arti marziali tradizionali, danza popolare, tip-tap, swing, danza jazz e balletto. In coreano prendono il nome di "anmu" (안무?) e includono spesso la cosiddetta "point dance" (포인트 안무?, po-inteu anmuLR), ovverosia una sequenza di movimenti avvincenti e ripetitivi che ricalca il contenuto del testo del brano. Con il termine "kalgunmu" (칼군무?) ci si riferisce alle routine di ballo più precise e sincronizzate. Negli anni 2010 Ring Ding Dong e Lucifer degli Shinee hanno lanciato la moda delle coreografie complesse, costruite attorno ad uno schema di separazione/unificazione in cui i membri del gruppo danzano singolarmente o in piccoli gruppi prima di riunirsi nel momento culminante del pezzo. Nello stesso decennio è emersa anche la "concept coreography" (콘셉트 안무?, konsepteu anmuLR), nella quale testo, costumi di scena e danza vengono uniti in un'esibizione onnicomprensiva per raccontare una storia, come, ad esempio, in Wolf degli Exo.
Una volta ideata, la coreografia viene trasmessa alla compagnia d'intrattenimento insieme ad un video d'esempio registrato da ballerini professionisti, dopodiché sia l'azienda che gli artisti stessi forniscono suggerimenti che vanno a modificarla. Per poter coreografare una canzone è necessario che chi la scrive tenga in considerazione il tempo, mentre i coreografi hanno il compito di semplificare i movimenti per permettere ai fan di replicare gli stessi passi. I registi dei video musicali, invece, devono trovare metodi per far risaltare la danza: le "concept coreography", per esempio, possono essere registrate in ripresa continua.
L'allenamento e la preparazione necessari per sfondare nell'industria e ballare con successo sono intensi, per questo esistono centri di formazione che sviluppano le abilità di ballo. Poiché le coreografie eseguite dai gruppi K-pop sono energiche, l'allenamento fisico è uno dei maggiori obiettivi delle scuole, e deve continuare anche dopo aver firmato un contratto. Le etichette ospitano centri di formazione molto più grandi per coloro che sono stati scelti. Alcuni trascorrono anche diversi anni all'estero a studiare danza insieme a coreografi e istruttori americani prima di debuttare.

### Moda ed estetica
La rivoluzione della musica coreana operata nel 1992 dai Seo Taiji and Boys si estese anche al modo di vestire e molti artisti adottarono lo stesso abbigliamento, fatto di capi di vestiario hip hop. Negli anni Novanta, nonostante i costumi dei gruppi maschili fossero costruiti con schemi di colori, tessuti e stili simili, i capi di ciascun componente mantennero comunque una certa individualità; al contrario, i gruppi femminili indossavano abiti omogenei e spesso identici. Le tendenze di moda in voga dalla fine degli anni 2000 ai primi anni 2010 mostrarono invece maggior diversità e distinzione. Il ruolo della moda nel K-pop è cresciuto di pari passo con la digitalizzazione del mercato musicale nel XXI secolo, che ha aumentato la concorrenza e reso necessaria l'adozione di strategie per lasciare un'impressione nel pubblico che fosse il più duratura possibile. I cantanti hanno iniziato ad essere interpretati come marchi e per ciascuno è stato creato uno stile composto da elementi visivi di diverso genere che uniscono il design degli album, dei video musicali e delle esibizioni a trucco, acconciature e costumi di scena per definire l'identità dell'artista. Tale fenomeno, mescolando la musica alla cultura pop, è inedito sia nell'industria musicale statunitense che in quella giapponese. Il K-pop ha un'influenza significativa sulla moda asiatica, dove le tendenze iniziate dagli idol vengono seguite dal pubblico giovane. Alcune celebrità hanno anche uno status consolidato di icone di stile, come G-Dragon e CL, che ha ripetutamente lavorato con lo stilista Jeremy Scott, che l'ha definita la propria "musa".
Seo Taiji segnò un punto di svolta anche per i canoni estetici degli artisti maschili: l'ideale contadino dell'uomo robusto con il volto rotondo fu sostituito da un look androgino caratterizzato da visi più allungati e corpi alti e magri. Secondo il professore di sociologia Ingyu Oh, "il K-pop enfatizza un aspetto alto, magro e femminile con espressioni facciali adolescenziali o a volte molto carine, a prescindere dal fatto che i cantanti siano maschi o femmine". Mentre le donne vengono rappresentate come più conformi alle aspettative di genere, uomini con tratti "morbidi" o "delicati" (kkonminam) hanno assunto un ruolo centrale nella commercializzazione del K-pop e dei prodotti culturali coreani in generale. Essi esibiscono una sorta di "femminilità maschile" che si oppone alle nozioni occidentali convenzionali sia di mascolinità che di eterosessualità e omosessualità. Uno studio ha evidenziato che le fan del K-pop apprezzano tale tipo di rappresentazione "anomala" perché dà loro la sensazione di non dover rispettare l'idea patriarcale della donna subordinata all'uomo, facendole sentire più dominanti.

### Diritti d'autore
L'approssimativo regime di tutela del copyright in Corea del Sud prima del 2009 e l'ampia diffusione della pirateria nel Paese hanno contribuito allo sviluppo e alla competitività dell'industria K-pop. Tra gli anni Sessanta e Ottanta del XX secolo, LP e nastri pirata di artisti stranieri censurati dalle autorità erano particolarmente popolari tra i giovani e avviarono la prima innovazione della scena musicale dominata dal trot, portata avanti da cantanti K-pop che acquistavano i più economici album pirata per copiarne lo stile. Erano le case discografiche stesse a piratare i dischi, per poterne investire i ricavi nella ricerca di nuovi talenti e nella produzione di inediti, in un mercato sottosviluppato dove vendere gli album originali era meno remunerativo che realizzare copie illegali. Il governo inasprì le norme antipirateria nel 1987, permettendo alle etichette discografiche occidentali di pubblicare direttamente i titoli dei propri cataloghi in Corea, ma nel frattempo il K-pop aveva già migliorato la propria competitività acquisendo gli stili del pop occidentale attraverso le copie pirata, e le nuove leggi sul diritto d'autore appena introdotte impedirono che il mercato degli album stranieri superasse quello degli album locali, le cui vendite, paradossalmente, prosperavano proprio grazie alla diffusione dei dischi pirata. In seguito, crescendo in un ambiente dove la pirateria musicale era la norma, artisti e addetti del settore della nuova generazione non hanno insistito sulla tutela del diritto d'autore, rendendo invece più disponibili e gratuiti i contenuti K-pop online.

## Industria
Dopo la loro comparsa alla fine degli anni Novanta, gli idol hanno assunto un ruolo di primo piano nell'industria K-pop, grazie alla contemporanea proliferazione dei programmi d'intrattenimento sui canali via cavo sudcoreani, che si sono rivolti alle agenzie d'intrattenimento per scritturare gli artisti necessari ai loro show. Nel 2012, 82 canzoni nella top 100 della Gaon Chart erano registrate dagli idol; il resto del pop rappresentava l'8% e le colonne sonore il 5%, mentre altri generi come hip hop, rock e folk occupavano meno dell'1%. Tuttavia, sebbene gli idol siano più popolari dei cantanti tradizionali, la musica dance che sono soliti pubblicare rappresenta solo una minima parte della produzione musicale coreana annuale: rock, hip hop, jazz, R&B, elettronica e crossover sono generi più diffusi, e nel 2011 due terzi dei 1100 album pubblicati appartenevano alla musica indie.
I gruppi sono più comuni dei solisti, poiché, seguendo l'ottica di un'economia di scala, la presenza di molteplici artisti permette di eseguire le coreografie senza assumere ballerini di backup; inoltre ciascun membro può attirare diversi tipi di fan e dedicarsi ad attività separate diverse da quelle del proprio gruppo.
L'industria coreana identifica tutte le pubblicazioni musicali disponibili su supporto fisico come "album": gli album in studio vengono chiamati "album regolari" (정규 앨범?, jeonggyu aelbeomLR), gli EP "mini album" (미니 앨범?, mini aelbeomLR) e i singoli "single album" (싱글 앨범?, singgeul aelbeomLR). Se un singolo è disponibile soltanto in formato digitale, viene espressamente identificato come "digital single".

### Agenzie
Il K-pop ha generato un'intera industria di case di produzione musicale, compagnie di gestione degli eventi, distributori di musica e fornitori di merchandise e servizi. Nel 1971 in Corea del Sud esistevano soltanto 13 case discografiche, ma negli anni Novanta si verificò un boom e salirono dalle 68 del 1991 alle 121 del 1996. Nel 2012 si è stimato che le agenzie di management attive fossero circa un migliaio, principalmente imprese di piccole e medie dimensioni, e per questo soltanto otto erano quotate in borsa. SM Entertainment, YG Entertainment e JYP Entertainment, fondate negli anni Novanta, sono note collettivamente con il nome "Big 3" (빅3?, Bik3LR) e sono state un fattore cruciale per il successo del K-pop, più del sostegno governativo e dello sviluppo tecnologico, poiché sono state la forza motrice nella creazione della musica degli idol. Gli artisti che debuttano sotto di esse godono di più fama rispetto agli altri e hanno più probabilità di successo, grazie alla maggior disponibilità di capitali e infrastrutture per farsi pubblicità. Tutte le compagnie quotate operano all'interno dell'indice KOSDAQ, tranne la Hybe, che nell'ottobre 2020 si è quotata nell'indice KOSPI diventando la più grande azienda di intrattenimento del Paese, con una capitalizzazione di mercato superiore a quella combinata delle Big 3.
Le etichette discografiche fungono anche da rappresentanti dei propri artisti. Sono responsabili dell'assunzione, del finanziamento, della formazione e della commercializzazione di nuovi talenti, oltre che della gestione delle loro attività musicali e delle pubbliche relazioni. Fusioni e acquisizioni permettono loro di dotarsi delle competenze di altre compagnie specializzate in settori specifici, riducendo tempi e costi per lanciare i loro artisti.

### Mercato
| Album fisici venduti in Corea del Sud per anno (milioni) |

Fino alla metà degli anni 2000, nell'era dei dischi in vinile, il formato più diffuso sul mercato musicale coreano è stato l'album in studio a 33 giri, considerato più efficiente di 78 giri ed EP, mentre non venivano pubblicati singoli. Per questo motivo, per identificare la canzone più famosa e pubblicizzata del disco, che in Occidente è spesso chiamata "singolo", è stato coniato il termine "title track" (타이틀 곡?, ta-iteul gokLR), che viene utilizzato anche se il brano in questione ha un titolo diverso da quello dell'album di provenienza. Il concetto occidentale di singolo è entrato in Corea nei tardi anni 2000, sulla scia della sensibile crescita delle vendite di musica digitale iniziata alla fine degli anni Novanta, e i formati musicali più diffusi sono diventati i singoli digitali e gli EP per via del minor costo di produzione rispetto agli album in studio.
Nel 2008 le vendite di musica digitale hanno superato quelle delle copie fisiche grazie in parte alla velocità e alla convenienza della rete mobile nazionale. Nel 2012, per esempio, il costo medio per ottenere una canzone K-pop in Corea del Sud era di $0,10 per download singolo e di $0,002 per streaming online, inferiori rispetto ai corrispondenti esteri a causa della lunga competizione dei distributori sudcoreani con la pirateria. La digitalizzazione della musica è andata di pari passo con il confezionamento e la presentazione dei CD di musica pop come oggetti da collezione, di forme e dimensioni differenti e spesso accompagnati da diversi tipi di gadget, una strategia che ha permesso di mantenere una crescita costante delle vendite di dischi fisici nel Paese.

Nel 2002, il mercato musicale in Corea del Sud registrava un valore interno di 286,1 miliardi di won ($272 milioni) ed esportazioni per 6 milioni di dollari. Nel 2008 valeva $148,5 milioni a livello globale secondo la IFPI, ma l'anno seguente il mercato interno crollò a 80 miliardi di won, perciò le compagnie d'intrattenimento si rivolsero a Internet e alla musica digitale per raggiungere i mercati esteri, portando a un aumento delle esportazioni, che toccarono $31,3 milioni e fecero dell'industria la 14ª più grande al mondo. Quello stesso anno, DFSB Kollective divenne il primo distributore di musica K-pop su iTunes. Dopo una serie di sentenze contro lo streaming gratuito e i siti di download, nel 2011 il mercato della musica digitale in Corea toccò i 600 miliardi di won e i $195,8 milioni a livello globale. Secondo Billboard, nella prima metà del 2012 l'industria della musica coreana incassò $3,4 miliardi, un incremento del 27,8% rispetto all'anno precedente, e fu riconosciuta dal Time come "la maggiore esportazione della Corea del Sud". Nel 2016, i ricavi globali derivanti dal K-pop arrivarono a $4,7 miliardi e nel 2018, anno in cui sperimentò una crescita degli introiti del 17,9% rispetto all'anno precedente, l'industria musicale coreana era la sesta più grande al mondo. Il K-pop esplose ulteriormente nel 2020 registrando un incremento del 44,8% e affermandosi come mercato musicale dalla crescita più rapida; nello stesso anno l'industria della musica pop perse circa 184 miliardi di won (163 milioni di dollari) a causa del crollo dei biglietti per i concerti causato dalla pandemia di COVID-19.

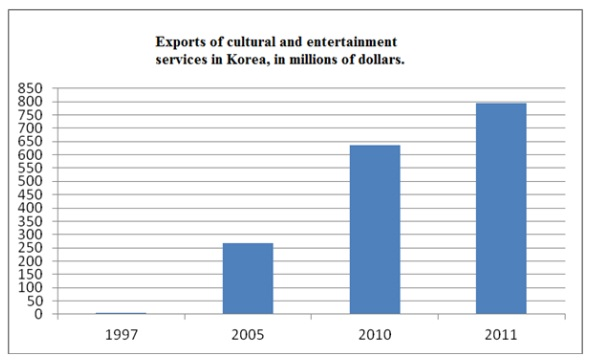
La Banca di Corea ha attribuito la rapida impennata delle esportazioni culturali a partire dal 1997 alla crescita della popolarità globale del K-pop.

Il disco più venduto di sempre in Corea del Sud è Map of the Soul: 7 dei BTS, pubblicato nel febbraio 2020, con più di 4,1 milioni di copie fisiche in nove giorni. La canzone più scaricata è invece Cherry Blossom Ending dei Busker Busker (2012) con oltre 7,5 milioni di download al 26 maggio 2018.
Il Giappone è il principale mercato in cui viene esportato il K-pop, seguito da Stati Uniti e Cina.

### Classifiche musicali
Le classifiche musicali coreane includono la Circle Chart lanciata nel 2010 dalla Korea Music Content Association e la Korea K-pop Hot 100 lanciata da Billboard Korea nel 2011. I dischi K-pop sono inoltre apparsi in numerose classifiche estere, come la Oricon Chart giapponese e la statunitense Billboard.
Negli Stati Uniti, BoA è stata il primo artista K-pop a figurare nella Billboard 200 con il suo album eponimo, che nell'aprile 2009 si è classificato 127º. La posizione massima raggiunta da un coreano è la prima, ottenuta dai BTS con Love Yourself: Tear nel maggio 2018. Le prime coreane a classificarsi sulla Billboard Hot 100 sono state invece le Wonder Girls nell'ottobre 2009 con la versione inglese di Nobody, che si è collocata 76ª; la posizione massima raggiunta da un coreano è la prima, ottenuta dai BTS con Dynamite nel settembre 2020.
Nel Regno Unito, i BTS sono stati i primi artisti K-pop a entrare nella UK Album Charts, comparendo in posizione 62 nell'ottobre 2016 con Wings. Il gruppo ha segnato anche il miglior piazzamento di sempre per un cantante coreano, quando l'EP Map of the Soul: Persona è stato primo in classifica nell'aprile 2019.
La Corea del Sud ha diversi rivenditori di musica online, e il termine "all-kill" (AK; 올킬?, OlkilLR) viene utilizzato quando una canzone è al primo posto, nello stesso momento, in tutte le principali classifiche musicali in tempo reale. L'all-kill è "perfetto" quando la canzone contemporaneamente si posiziona anche al primo posto nella classifica settimanale iChart.

### Televisione
MTV, importata in Corea a metà degli anni Novanta, ha contribuito alla trasformazione del K-pop in una cultura visiva trasmettendo i video musicali prima dell'avvento di YouTube. Sul finire del decennio hanno preso piede sei programmi musicali con esibizioni dal vivo (Inkigayo, Show! Eum-ak jungsim, Music Bank, M Countdown, Show Champion e The Show), trasmessi uno per emittente settimanalmente, dal martedì alla domenica. Essi rappresentano il principale mezzo di promozione per gli artisti grazie alla costante esposizione al pubblico, e in ogni puntata viene premiata la canzone più popolare della settimana incrociando diversi dati tra cui vendite, visualizzazioni su YouTube e voti degli spettatori.

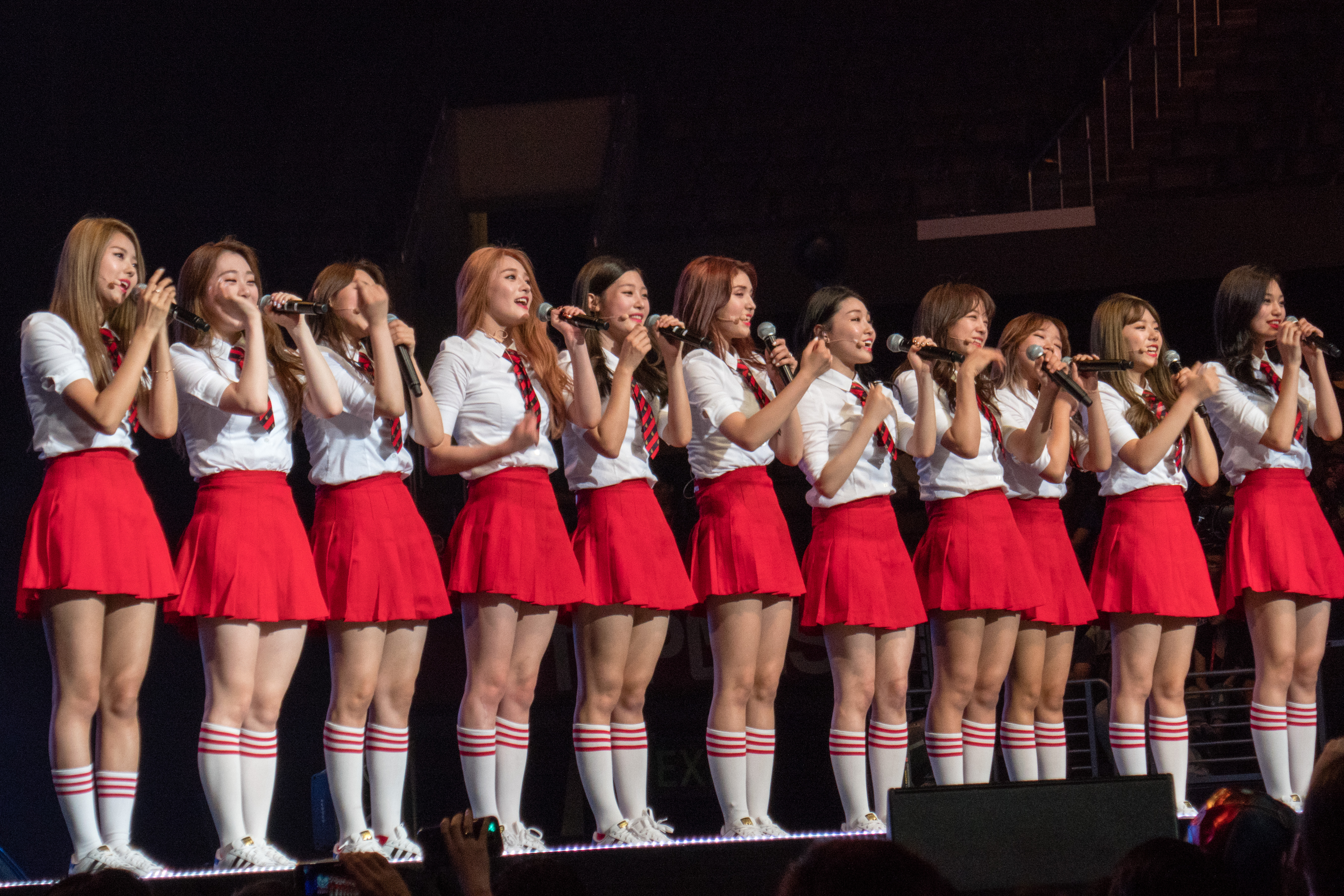
Il gruppo IOI si è formato tramite la prima edizione di Produce 101.

Negli anni 2010, per contrastare il declino in popolarità dei programmi televisivi a favore di Internet, molti canali hanno iniziato a trasmettere talent show K-pop. Alcuni di essi hanno riscosso ampi consensi in termini di audience e sponsorizzazioni, e il successo della seconda edizione di Superstar K nel 2010 ha causato la quadruplicazione di questo genere di programma. Oltre a talent show come K-pop Star e competizioni tra rapper come Show Me The Money e Unpretty Rapstar, sono stati prodotti molti show "di sopravvivenza", che generalmente mettono gli apprendisti uno contro l'altro per formare un nuovo gruppo di idol. Esempi di show di sopravvivenza sono MyDOL, da cui sono nati i VIXX, WIN: Who Is Next, che ha dato vita ai Winner, Mix&Match, che ha visto la formazione degli Ikon, Sixteen, dal quale sono uscite le Twice, No.Mercy, che ha fatto esordire i Monsta X, Pentagon Maker, che ha formato i Pentagon, e il franchise di Produce 101. L'ascesa di questi programmi, che spesso coinvolgono agenzie più grandi che mettono sotto contratto gli apprendisti delle colleghe più piccole per formare gruppi a progetto temporanei e che trattengono per sé la maggior parte dei ricavi, ha generato critiche di monopolizzazione dell'industria.

### Critiche all'industria

#### Corruzione
Dagli anni Settanta, quando, per aggirare la pirateria e la censura del governo, ci si rivolse a radio ed emittenti televisive per presentare i propri artisti al pubblico, nell'industria musicale si è diffusa la pratica della payola, che coinvolge DJ, produttori televisivi e giornalisti che si occupano di spettacolo. Nel 2002 il Time riferì che, durante un tentativo per contrastare "la corruzione sistemica nel settore musicale della Corea del Sud", due produttori televisivi sudcoreani erano stati arrestati per "aver accettato sottobanco pagamenti che garantissero apparizioni in TV ad aspiranti cantanti e musicisti". Tra le otto aziende sotto indagine figurarono la SidusHQ e la SM Entertainment. Nel 2011 vennero arrestate ventinove persone, principalmente dipendenti di radio e canali via cavo, sospettate di aver accettato pagamenti in contanti in cambio di airplay o falsi posizionamenti nelle classifiche.

#### Superlavoro
Nel 2008 la boy band TVXQ ha portato in aula la SM Entertainment per via dell'eccessiva durata del suo contratto (13 anni) e dell'ingiusta distribuzione dei guadagni. La BBC ha definito "schiavista" l'accordo, i cui termini permettevano un loro potenziale sfruttamento tramite superlavoro. Alla luce del caso TVXQ, l'anno successivo la Korean Fair Trade Commission ha introdotto dei contratti standardizzati non più lunghi di sette anni che garantissero maggiori diritti agli idol nei rapporti con le proprie agenzie e ha proseguito con le riforme anche negli anni successivi. Secondo quanto riportato da Jugan Chosun, a fine 2011 la SM Entertainment risultava essere l'unica compagnia ad essere mai stata denunciata dai propri artisti per le condizioni contrattuali.

#### Sessualizzazione
I girl group K-pop degli anni Novanta avevano un'immagine da "ragazze innocenti" priva di elementi sessuali, in linea con la loro età, e, quando non si poteva più mantenerla per ragioni anagrafiche, il gruppo veniva sciolto. Negli anni 2000, invece, essi adottarono outfit sensuali e coreografie che sottolineassero determinate parti del corpo: taluni hanno condannato questa scelta, sostenendo che sia un modo per mercificare il corpo femminile. Alcuni critici hanno sollevato particolare preoccupazione per la sessualizzazione dei minori, obiettando che specialmente le giovani idol sono suscettibili di pressioni a indossare vestiti succinti e ballare in modo provocante. Paragonato alla musica pop occidentale, il K-pop contiene comunque una parte minima di sesso, droghe o comportamenti aggressivi ed è più orientato ad ottenere l'approvazione dei genitori. Nel 2014 la Korean Fair Trade Commission ha approvato una legge che proteggesse i minorenni da pratiche lavorative dannose ed esibizioni apertamente sessualizzate, applicando maggior severità all'intera industria dell'intrattenimento.

#### Salute mentale
In Corea, gli artisti K-pop sono esposti allo stress psicologico più frequentemente di altri personaggi dello spettacolo, e alcuni hanno suggerito che la costante attenzione del pubblico e l'incertezza del proprio lavoro di intrattenitori possano aver avuto effetti deleteri sulla loro salute mentale. Secondo Park Kyung dei Block B, "ci sono molte persone che hanno debuttato senza avere ancora una percezione di sé e si rendono conto in seguito che ogni loro mossa e ogni parola che dicono è sotto osservazione, quindi diventano caute e perdono la loro libertà". Gli idol devono inoltre fare i conti con l'invasione della loro privacy perpetrata giornalmente dai sasaeng e con i commenti malevoli lasciati dai netizen. Alcune agenzie come la JYP Entertainment hanno assunto degli psicologi per aiutare i propri artisti a gestire lo stress.
I suicidi di noti musicisti K-pop hanno attirato l'attenzione sulle pressioni vigenti nell'industria. Nel dicembre 2017 la morte di Kim Jong-hyun degli Shinee, che aveva parlato apertamente della sua depressione, stimolò numerose conversazioni sullo stato dell'assistenza mentale in Corea del Sud, con diverse star che affrontarono pubblicamente l'argomento, nonostante il senso di tabù sui disturbi psicologici radicato nella cultura coreana, e nella primavera 2018 un numero consistente di musicisti partecipò ad una serie di concerti gratuiti per accrescere la consapevolezza sulla prevenzione dei suicidi. Nel 2019, le morti apparentemente auto-inflitte di Sulli e Goo Ha-ra, entrambe vittime di cyberbullismo, alimentarono ulteriori discussioni su una proposta di legge per introdurre pene più severe contro chi lasciava commenti d'odio, mentre il sito Kakao disabilitò i commenti alle notizie di intrattenimento.

## Cultura

### Attrattiva e fan base
Secondo alcuni punti di vista, il K-pop ha colmato il vuoto tra le esibizioni sessualizzate degli artisti americani e quelle compassate dei loro colleghi asiatici, esemplificando "i valori da classe media urbana e suburbana, che cercano di essere accettabili allo stesso tempo sia per i giovani che aspirano all'università, sia per i loro genitori: un mondo che non suggerisce niente della povertà e della violenza del centro-città, del radicalismo corporale o sessuale, o della devianza sociale e dell'alienazione culturale”. Come esportazione culturale, ha soddisfatto le necessità della giovane popolazione dell’Asia orientale che cercava musica più regionale rispetto al pop americano ed europeo. La maggioranza dei fan non è coreana e, secondo la descrizione di RealClearPolitics, i seguaci "vivono ovunque attorno al mondo, sono maschi e femmine, e possono avere qualsiasi età, sebbene la concentrazione più alta di fan sia più giovane. Politicamente, pendono verso sinistra, abbracciando questioni LGBT, globalismo, attività anti-razzista e affermazione di sé".

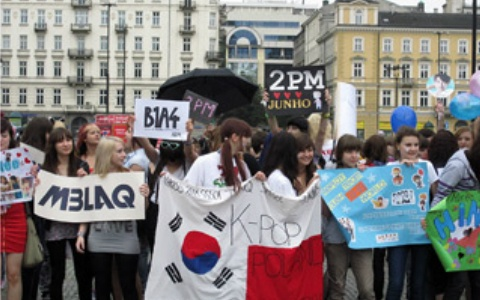
Fan del K-pop in Polonia.

La diffusione dei fandom all'estero è stata a volte resa difficoltosa dall'impossibilità di interagire personalmente con gli artisti, la quale ha generato la percezione che questi ultimi potessero essere "artificiali" o "falsi". Per questo motivo, in un primo momento i fan stranieri hanno emulato i gusti degli omologhi coreani, prima di sviluppare preferenze indipendenti e, talvolta, opposte. Fino agli inizi degli anni 2000 i fandom K-pop negli Stati Uniti erano diffusi soltanto nelle comunità coreane o asio-americane e tra americani caucasici ex-fan del J-pop interessati alla cultura asiatica, ma con il lancio di YouTube nel 2005 si sono espansi velocemente al di fuori di esse, includendo afroamericani e ispanici che non conoscevano la cultura coreana.

#### Cultura dei fandom
Ogni artista K-pop assegna un nome ufficiale ai propri fan, che possono iscriversi a un fan club sponsorizzato dall'etichetta discografica per ottenere benefici speciali come la prelazione sui biglietti per i concerti o la possibilità di partecipare a incontri con l'artista. Mentre in Corea del Sud e in Asia i fan si riuniscono attorno a questi fan club, la maggior parte dei seguaci internazionali si organizza in via informale su social network e fan site autogestiti, dove volontari a tempo pieno traducono notizie, sottotitolano video, organizzano campagne fondi per acquistare album o regali agli artisti, e mandano in tendenza hashtag promozionali. Oltre a raccogliere informazioni, collezionare e consumare i contenuti relativi agli artisti che seguono, svolgono anche attività da prosumer, reinterpretandoli e producendo fanfiction, fan art, video e merchandising non ufficiale dedicato. Una caratteristica unica dei fandom K-pop è il "fan chant", nel quale il pubblico riecheggia alcuni versi di una canzone o scandisce i nomi di componenti del gruppo durante le parti non cantate.
I fan del K-pop sono caratterizzati da un alto livello di reciprocità, e il collettivismo tipico della cultura coreana crea una profonda lealtà tra ammiratori e artisti. Poiché in Corea le prestazioni nelle classifiche svolgono un ruolo fondamentale nel misurare il successo di un gruppo e mantenerlo in attività, gli appassionati pongono molta enfasi su acquisti, streaming, ascolti e promozioni, e non è raro che si dedichino completamente al proprio idolo diventando, a volte, la forza motrice del suo successo. Con il trascorrere degli anni hanno imparato a sfruttare Internet, diventando comunità virtuali altamente organizzate con obiettivi comuni specifici e strategie attentamente pianificate che includono download e streaming costanti.
L'attaccamento nei confronti di un idol si estende spesso anche agli altri artisti sotto contratto con la stessa compagnia e ai loro fan. Anche i fan club acquisiscono un valore affettivo specifico per chi vi partecipa. L'interazione regolare su siti web e piattaforme appositamente dedicate al K-pop è fonte di accresciuti benefici psicosociali quali felicità, autostima e connessione sociale grazie al senso di appartenenza fornito dalle comunità online. Cinque fan maschi di differenti nazionalità intervistati dalla rivista britannica Metro hanno raccontato di come seguire boy band K-pop e partecipare alle attività dei propri fandom li avesse aiutati a capire meglio se stessi e il concetto di mascolinità.
Molti fan viaggiano all'estero per vedere i propri idoli in tour, e i turisti provenienti da Giappone e Cina visitano comunemente la Corea del Sud per assistere ai concerti K-pop. Nel 2012 è stato organizzato per la prima volta a Irvine l'annuale festival Kcon, che nel corso degli anni ha aumentato il numero di edizioni e si è espanso in Europa, Asia, Sudamerica e Oceania.
Per alcuni, le attività dei fan del K-pop possono essere considerate una pratica culturale sovversiva, in quanto verrebbe usato per re-immaginare la globalizzazione come non centrata sull'Occidente, ma inclusiva e cosmopolita. La tendenza dei fan non coreani a identificarsi con facilità con gli artisti K-pop dall'immagine pubblica carina, e in particolare con le boy band che enfatizzano una mascolinità "morbida", può essere vista come una sfida alla sessualizzazione dominante delle celebrità nei media occidentali.

#### Accoglienza dei fandom
Una ricerca di mercato condotta nel luglio 2019 dalla Embrain Trend Monitor su un campione di sudcoreani tra i 16 e i 64 anni ha rilevato che la maggioranza di essi riteneva positivi i fandom, definendoli "appassionati" e "virtuosi", ma anche "estremi". Il 39,9% li reputava un passatempo, soprattutto gli adolescenti; per il 63,2% era un hobby sano, specialmente per le donne piuttosto che per gli uomini, e per gli adolescenti e i ventenni. D'altra parte, il 28,7% ha affermato di non capire il fenomeno e il 23,8% ha dichiarato di ritenere patetico chi partecipava alle attività dei fandom nonostante l'età avanzata. Nel Paese è infatti diffusa la percezione che seguire con assiduità una celebrità sia un comportamento socialmente anormale e immaturo una volta superata l'adolescenza, quando agli adulti viene richiesto di investire il proprio tempo e denaro sulla famiglia. Per questo alcuni fan più cresciuti del K-pop nascondono la loro passione a familiari, colleghi e amici, dando origine al fenomeno dell'ilko (일코?; "Cosplayer di persona normale"). Le donne sono spesso identificate con il termine denigratorio ppasun-i (빠순이?), che indica un soggetto femminile che accetta passivamente i contenuti culturali prodotti dal sesso maschile, o trattate collettivamente come fanatiche a causa dei sasaeng.

### Social media

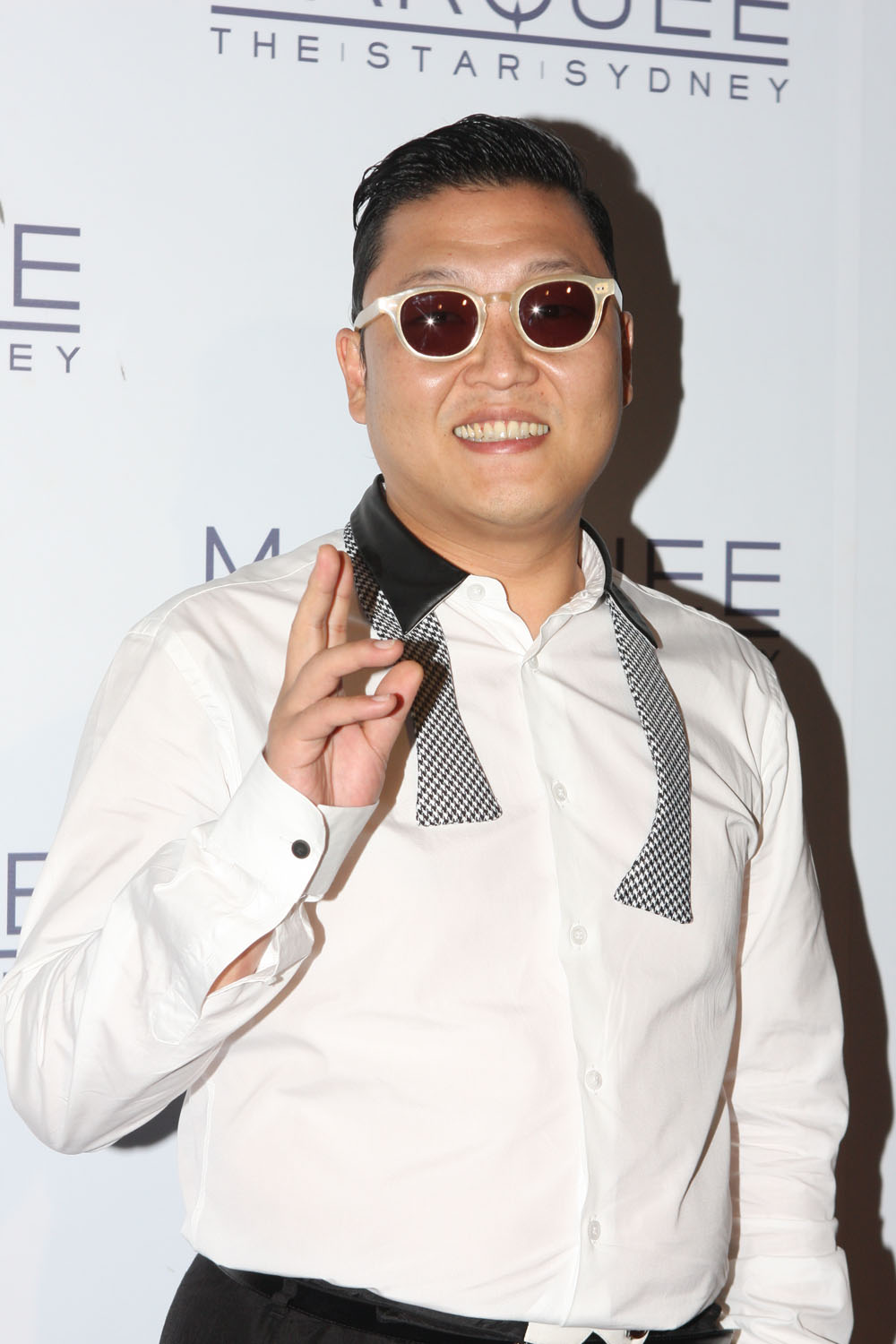
Psy, il cui video musicale di Gangnam Style è stato il primo video a raggiungere 1 miliardo di visualizzazioni su YouTube.

L'avvento dei social media ha permesso agli artisti K-pop di raggiungere un pubblico globale e di comunicare facilmente con i loro fan, che usufruiscono dei social per esprimere la propria devozione, interagire tra loro e consumare contenuti K-pop. Giacché i ricavi del mercato musicale mondiale online sono cresciuti del 19% dal 2009 al 2014 con i social media, i consumatori di musica intorno al mondo sono stati esposti più facilmente al K-pop e, attraverso le pubblicità sui social, le compagnie di intrattenimento hanno ridotto il divario culturale affinché potesse entrare nel mercato globale e ottenere il riconoscimento all'estero. Piattaforme come Facebook vengono usate dalle agenzie per informare sulle audizioni globali.
I gruppi idol traggono benefici dai social media basati sui video come YouTube, perché le componenti visive come il ballo e la moda sono fattori essenziali nelle loro esibizioni. Da quando il K-pop ha iniziato ad espandersi oltre i confini della Corea, i suoi artisti hanno segnato record significativi su YouTube, dove il numero di ricerche del termine "K-pop" è aumentato di 33 volte nel decennio 2004-2014. Nel dicembre 2011 è diventato il primo genere specifico di una nazione ad ottenere una homepage sulla piattaforma di condivisione video, e nel 2012 le visualizzazioni dei video K-pop erano salite a 7 miliardi all'anno contro gli 800 milioni del 2010. In quello stesso anno, il videoclip di Gangnam Style di Psy è stato il primo video a raccogliere un miliardo di visualizzazioni su YouTube. Ddu-Du Ddu-Du delle Blackpink è il video di un gruppo K-pop più visto, mentre Butter dei BTS è il video musicale con il maggior numero di visualizzazioni (oltre 108 milioni) nelle prime ventiquattr'ore dalla pubblicazione.
Nel corso del decennio 2010, il K-pop è diventato uno degli argomenti di conversazione più gettonati su Twitter a livello globale, con oltre 6 miliardi di tweet nel periodo luglio 2019-giugno 2020. Twitter è il social media principale con cui le star K-pop stabiliscono connessioni e ottengono promozioni: per esempio, Gangnam Style divenne virale dopo essere stata menzionata da noti twitteri, e Bang Si-hyuk, produttore dei BTS, ha parzialmente attribuito la rapida crescita della loro fanbase all'uso di social media simili. Il 13 novembre 2017, i BTS sono diventati il primo artista sudcoreano a raggiungere i 10 milioni di follower sulla piattaforma. Sono stati la celebrità più twittata al mondo sia nel 2017 che nel 2018, detengono il Guinness dei primati per il maggior numero di interazioni su Twitter e dal 2017 vincono il premio di Top Social Artist ai Billboard Music Award. Anche altri gruppi come i Seventeen e i Monsta X sono apparsi nella top 10 globale degli artisti più twittati del 2017, e gli Exo sono stati la celebrità più seguita di quelle unitesi a Twitter in quell'anno. Secondo l'amministratore delegato di Twitter Korea, il suo uso da parte delle celebrità ne ha fatto accrescere la popolarità tra i sudcoreani.

## Il K-pop nelle relazioni con l'estero
Il governo sudcoreano ha riconosciuto i benefici apportati al settore delle esportazioni dalla popolarità dei contenuti culturali coreani nel mondo e ha perciò sovvenzionato determinate imprese, approntando, tra le altre, anche delle iniziative per espandere la popolarità del K-pop, intraprese principalmente dal Ministero della Cultura, dello Sport e del Turismo. Le ambasciate e i consolati sudcoreani hanno organizzato concerti K-pop all'estero, e il Ministero degli Affari Esteri invita regolarmente i fan del K-pop oltreoceano a partecipare all'annuale K-pop World Festival in Corea del Sud. Questo impegno ha generato la credenza che il governo coreano sia stato un fattore chiave nel successo del K-pop all'estero, tuttavia le sponsorizzazioni statali sono iniziate soltanto dopo che aveva già ottenuto un livello significativo di popolarità internazionale, e sono utilizzate per promuovere il "brand nazionale" della Corea.
Oltre a cogliere i benefici economici derivanti dalla popolarità del K-pop, il governo sudcoreano ha tratto vantaggio dall'influenza del K-pop in ambito diplomatico, usandolo come forma di soft power. Per esempio, gli Mnet Asian Music Award 2014 si sono tenuti a Hong Kong, aperti da un discorso dell'allora presidente della Corea del Sud Park Geun-hye. L'evento è stato considerato un tentativo deliberato del governo sudcoreano di sostenere le proprie industrie culturali per rafforzare la sua reputazione internazionale e influenza politica.

Il K-pop ha trovato spazio anche nelle relazioni tra la Corea del Sud e la Corea del Nord. Il 25 maggio 2010, il Sud reagì al presunto affondamento, causato dal Nord, di una nave della marina trasmettendo HuH delle 4Minute nella zona demilitarizzata. Il Nord rispose che avrebbe "distrutto" qualunque altoparlante lungo il confine. Quello stesso anno, The Chosun Ilbo riportò che il Ministero della Difesa stava considerando di installare dei teleschermi sul confine per trasmettere video musicali di girl group popolari nell'ottica di una "guerra psicologica" contro la Corea del Nord. Nel settembre 2012, il Nord caricò online un video con una foto manipolata della presidentessa sudcoreana Park Geun-hye che ballava Gangnam Style, etichettandola come una "devota" ammiratrice dell'autocrazia imposta da suo padre Park Chung-hee. Dal 31 marzo al 3 aprile 2018, dopo un intervallo lungo più di un decennio durante il quale i cantanti pop sudcoreani si erano esibiti solo occasionalmente in territorio nordcoreano, circa 190 artisti si esibirono a Pyongyang, con il dittatore Kim Jong-un tra il pubblico.
A partire dai primi anni 2010, diversi leader politici hanno riconosciuto l'ascesa mondiale della cultura popolare coreana: nell'ottobre 2012, la portavoce del dipartimento di Stato americano Victoria Nuland osservò in una riunione quotidiana con la stampa che sua figlia "ama[va] il pop coreano", causando una frenesia mediatica in Corea del Sud dopo che un giornalista della Yonhap News Agency statale organizzò un'intervista con la Nuland descrivendone la figlia adolescente come "pazza per la musica e la danza coreane". Nel novembre 2012, il ministro di Stato britannico del Foreign Office Hugo Swire ebbe un incontro con i diplomatici sudcoreani alla Camera dei lord, durante il quale affermò che "come Gangnam Style ha dimostrato, anche la vostra musica è globale". Nel febbraio 2013, la vicepresidentessa del Perù Marisol Espinoza rilasciò un'intervista alla Yonhap News Agency, citando il K-pop come "uno dei principali fattori che hanno fatto desiderare ai peruviani di conoscere meglio la Corea del Sud".
L'associazione del K-pop con l'identità nazionale della Corea del Sud ha raggiunto un livello tale che i beni culturali coreani sono diventati bersagli di boicottaggio durante le dispute diplomatiche. Nell'agosto 2016 venne riferito che la Cina aveva intenzione di bandire le trasmissioni coreane e le promozioni degli idol K-pop nel Paese per opporsi allo spiegamento del sistema difensivo THAAD in Corea del Sud. Il reportage su queste misure causò un effetto negativo immediato, seppure temporaneo, sul valore delle azioni delle agenzie di talenti coreane.

## Critiche
Il K-pop ha a volte affrontato critiche da giornalisti che lo hanno percepito come scontato e non originale. Alcuni esponenti dell'industria musicale e della stampa hanno dibattuto sulla sua sostenibilità, poiché la continua replica della musica dance che l'ha portato al successo ha causato, negli anni 2010, un'omogeneizzazione delle produzioni e dei talenti artistici. Le preoccupazioni su una possibile stagnazione del K-pop sono state affrontate in programmi televisivi come Bongmyeon ga-wang, Girl Spirit e Hit the Stage, che hanno mostrato la versatilità e il talento degli idol facendoli cimentare in generi differenti o nella creazione di coreografie. Taluni hanno criticato la propensione delle agenzie a produrre quasi esclusivamente gruppi idol, argomentando che ciò sia limitante poiché, dovendo dividere la scena con gli altri membri, pochi riescono a dimostrare completamente il loro potenziale. La monopolizzazione dell'industria operata dagli idol e dalle loro agenzie è stata inoltre criticata perché presenta un quadro semplicistico del panorama musicale del Paese, concentrandosi principalmente sulla musica che produce i margini di profitto più alti.
L'uso delle frasi in inglese è stato oggetto di critiche, avendo "creato titoli privi di senso". Alcuni artisti sono stati accusati di plagio, oltre che di appropriazione culturale. Tuttavia si dibatte se prendere in prestito elementi culturali provenienti dall'estero costituisca davvero un'appropriazione culturale, o se essa sia davvero negativa. Per la studiosa Crystal S. Anderson "appropriarsi di elementi di una cultura prelevandoli dal loro contesto originale e usandoli in un modo completamente diverso non costituisce automaticamente un'appropriazione culturale negativa", mentre per il giornalista Michael Hurt "l'attribuzione tende ad essere piuttosto chiara. Ad oggi, le star K-pop non hanno affermato di aver inventato il rap o di essere più brave a farlo dei suoi creatori, e lo eseguono secondo uno standard elevato o offrendo un nuovo approccio".
La crescente copertura mediatica del K-pop in Occidente ha dato origine ad una serie di stereotipi secondo i quali l'industria sarebbe "piena di star prefabbricate simili a robot che cantano musica superficiale per folle di fangirl urlanti". La genesi di tale preconcetto risale al successo delle Girls' Generation e delle Wonder Girls nel 2007, quando il K-pop fu esportato sul mercato internazionale. Ai tempi, nonostante la presenza di idol come i Big Bang che producevano autonomamente le loro canzoni e che introducevano nella loro musica elementi hip hop e R&B al posto della più comune dance, un ampio numero di gruppi preferì seguire le tendenze pubblicando opere simili tra loro. Inoltre, il pubblico e i critici occidentali hanno interpretato l'incontro tra il desiderio di successo degli idol e gli interessi commerciali delle loro agenzie come un segno che il K-pop sia "pop da fabbrica". L'idea è stata proposta per la prima volta da un articolo pubblicato dal New Yorker nel 2009 e intitolato Factory Girls. Per superare il pregiudizio, gli anni 2010 hanno visto un significativo incremento nella partecipazione degli idol a tutti gli aspetti della loro musica, dalla composizione ai testi, alle coreografie.
Numerose testate occidentali hanno mostrato una tendenza a concentrarsi solo sugli eventi negativi che avvengono nell'industria K-pop, oltre ad attribuire la sua origine al governo, e hanno dedicato articoli all'indagine di un "lato oscuro" che si nasconderebbe dietro all'immagine deliberatamente pulita degli artisti, descrivendoli come carcerati abusati dalle proprie agenzie, spogliandoli della loro autonomia decisionale e sostenendo che determinati incidenti, come i suicidi di alcune star, fossero da imputare esclusivamente alle loro carriere nell'industria, ignorando le circostanze personali e sociali in cui vivevano. Questo genere di rappresentazione è stato criticato sia dai fan, sia da alcuni media, perché include spesso inesattezze di fatto, cliché e razzismo. Secondo Lee Gyu-tag, professore di studi culturali alla George Mason University, ciò "è forse dovuto ad uno stereotipo etnico e razziale verso una certa cultura che non capiscono del tutto". Il Telegraph l'ha definito "un modo per 'alienare' una cultura visivamente diversa dalla nostra", segnalando che i maltrattamenti che avvengono nell'industria musicale coreana non sono diversi da quelli dell'industria occidentale, mentre per Joanna Elfving-Hwang, professore associato di studi coreani all'Università dell'Australia Occidentale, è un esempio di solipsismo causato dalla volontà di considerare l'Occidente la principale fonte di cultura.

## Annotazioni
1. ↑  Da non confondersi con l'omonima opera di genere pansori.